# The Roundup (film 2022)
The Roundup (범죄도시 2?, Beomjoedosi 2LR; lett. "La città del crimine 2") è un film d'azione sudcoreano del 2022 diretto da Lee Sang-yong, interpretato da Ma Dong-seok, Son Suk-ku, Choi Gwi-hwa e Park Ji-hwan. Sequel di The Outlaws, è ambientato quattro anni dopo e segue il detective Ma Seok-do che si reca in Vietnam per estradare un sospettato, ma si imbatte in alcuni raccapriccianti omicidi di turisti coreani perpetrati da un crudele assassino di nome Kang Hae-sang.
È diventato il film sudcoreano con il maggiore incasso dopo la pandemia di COVID-19. Ha incassato 101,2 milioni di dollari in tutto il mondo, diventando il film coreano con il maggior incasso del 2022 e il terzo film coreano con il maggior incasso di tutti i tempi fino a quel momento.

## Produzione
La pellicola è vagamente basata sulla storia di Yoon Cheol-wan, un soldato sudcoreano scomparso, sospettato di essere rimasto vittima di un caso di rapimenti e omicidi seriali avvenuto nelle Filippine tra il 2008 e il 2012, in cui tra le vittime c'erano anche diversi altri coreani scomparsi. A differenza del film, in cui i colpevoli vengono puniti, il vero incidente non è mai stato risolto completamente a causa del numero non confermato delle vittime e dell'incertezza sul destino finale di Yoon. I colpevoli sono stati tutti condannati all'ergastolo solo per alcuni degli omicidi commessi.

## Distribuzione
The Roundup è stato distribuito il 18 maggio 2022 in Corea del Sud. In lingua italiana è stato trasmesso in prima visione su Rai 4 il 5 maggio 2025.
Il film è stato vietato in Vietnam dalle autorità di censura con la motivazione che "ci sono troppe scene violente", mentre alcuni hanno ipotizzato che potrebbe essere dovuto alla rappresentazione negativa della città di Ho Chi Minh nel film.

## Accoglienza
The Roundup ha debuttato con un record di 467.525 spettatori, il più alto numero per un film uscito in Corea del Sud da Ashfall del 2019. Il suo successo è continuato per settimane e dopo quaranta giorni ha superato i 12 milioni di spettatori, posizionandosi al 9° posto nella lista dei film nazionali con il maggior incasso per biglietti venduti. È stato il film di maggior successo in Corea del Sud nel 2022.
Il sito web aggregatore di recensioni Rotten Tomatoes ha riportato un indice di gradimento del 96% basato su 25 recensioni, con una valutazione media di 7,7/10.
Diverse organizzazioni dedicate ai diritti delle persone con disabilità hanno criticato il film per aver alimentato i pregiudizi rappresentando un uomo con disabilità mentale come un pericolo pubblico. Il 7 luglio 2022, sette organizzazioni, tra cui la Commissione nazionale dei diritti umani della Corea, hanno tenuto un evento stampa chiedendo alle autorità di vietare le proiezioni del film. In risposta, la troupe ha dichiarato di non avere alcuna intenzione di diffondere quel tipo di messaggio.

## Riconoscimenti
- Blue Dragon Film Award[15]
  - 2022 – Premio del pubblico per il film più popolare
  - 2022 – Premio tecnico a Huh Myung-haeng e Yoon Seong-min
- Chunsa Film Art Award[16]
  - 2022 – Premio del pubblico per il film più popolare
  - 2022 – Miglior attore di supporto a Park Ji-hwan
  - 2022 – Miglior regista esordiente a Lee Sang-yong
- Festival del Cinema di Sitges[17]
  - 2022 – Focus Asia People's Choice Award
- Grand Bell Award[18]
  - 2022 – Miglior fotografia a Ju Seong-min
  - 2022 – Miglior montaggio a Kim Seon-min
  - 2022 – Premio del pubblico
- Korean Association of Film Critics Award[19]
  - 2022 – Miglior nuovo attore a Son Suk-ku
- Korean Film Producers Association Award[20]
  - 2022 – Miglior attore a Ma Dong-seok
- Women in Film Korea Festival[21]
  - 2022 – Miglior tecnologia a Kim Sun-min

## Sequel
The Roundup è il secondo capitolo della serie The Roundup dopo The Outlaws del 2017. Ha avuto due sequel: The Roundup: No Way Out (2023) e The Roundup: Punishment (2024).